# Martin Hoek

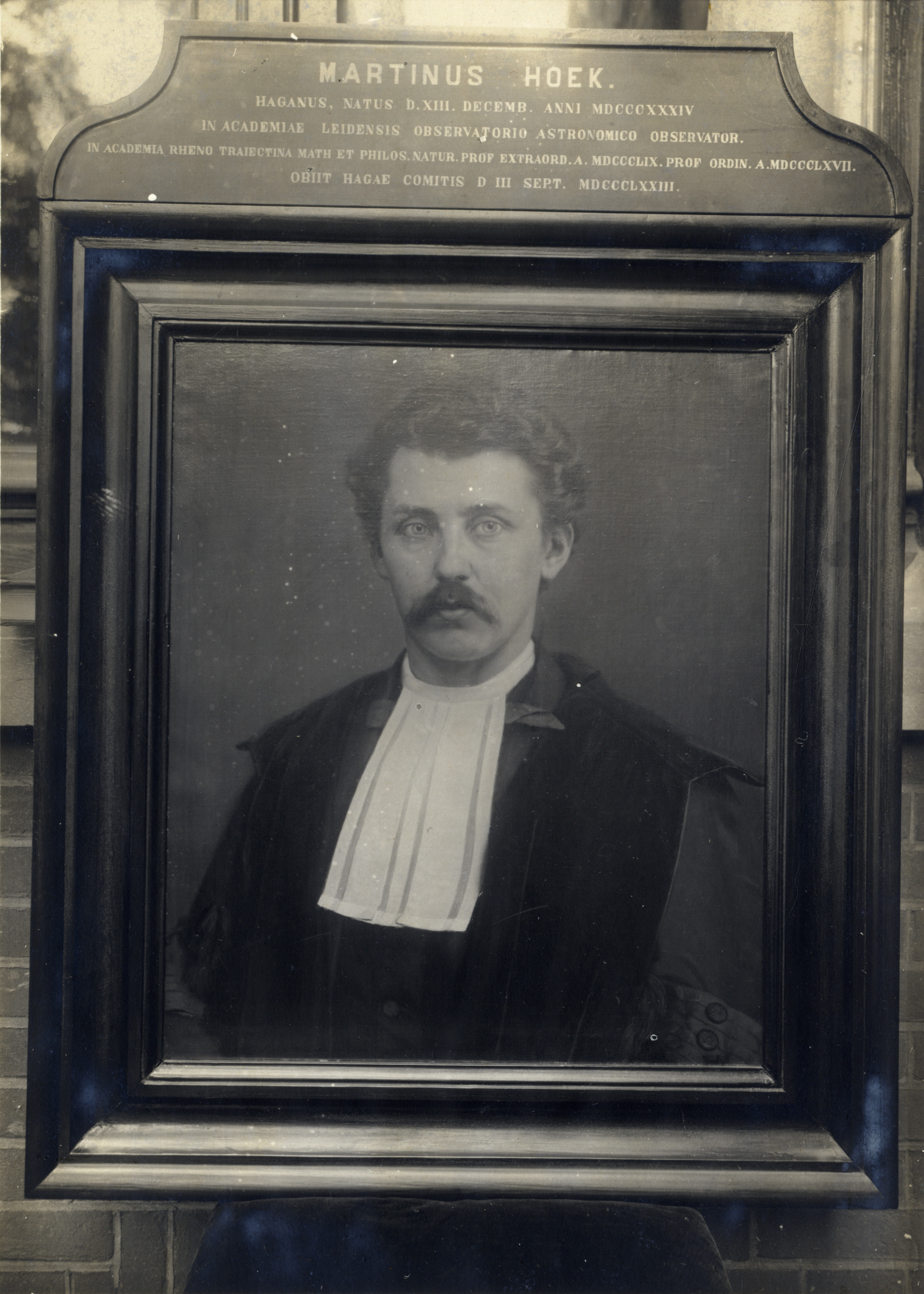
Martin Hoek

Martin Hoek (auch Martinus) (* 13. Dezember 1834 in Den Haag; † 3. September 1873 in Utrecht) war ein niederländischer Astronom und Experimentalphysiker.

## Leben
Er studierte ab 1852 zunächst Medizin und die letzten beiden Jahre Mathematik und Physik an der Universität Leiden bei Frederik Kaiser. 1857 promovierte er mit der Arbeit De Kometen van de jaren 1556, 1264 en 975, en hare vermeende identiteit. Zwischen 1856 und 1860 wurde der Donati’sche Komet wiedererwartet. Karl Ludwig von Littrow hatte 1856 im Wiener Staatsarchiv sowohl die Aufzeichnungen von Joachim Heller als auch die Originale von Paul Fabricius wiederentdeckt. Hoek bezweifelte anhand der Bahndaten die Identität der Kometen von 1264 und 1556.
1859 wurde er außerordentlicher Professor der Astronomie an der Universität Utrecht und Direktor der königlichen Sternwarte Sonnenborgh. 1864 wurde er Mitglied der Königlich Niederländischen Akademie der Wissenschaften.
Mit Anthonie Cornelis Oudemans verfasste er Recherches de la quantite d’ether contenue dans les liquides (1864) und Sur les contractions dans les mélanges de liquides.
1868 führte er eine verbesserte Version des Fizeau-Experiments durch.